# 라오인민군
라오인민군( - 軍, 라오어: ກອງທັບປະຊາຊົນລາວ, 영어: Lao People's Armed Forces, LPAF)은 라오스 국방부 산하에 있는 군사 조직이다.

## 같이 보기
- 라오인민군 육군(영어판)
- 라오인민군 해군(영어판)
- 라오인민군 공군(영어판)